# Simon Tibbling
Simon Tibbling (født 7. september 1994) er en svensk fodboldspiller, der spiller som midtbanespiller for Fram i den islandske liga.

## Karriere

### Tidlig karriere
Tibbling startede ud med at spille fodbold i en alder af seks, da hans mor tog ham med ned til den lokale klub, Grödinge SK. I en alder af ni blev Tibbling inviteret til den Stockholm-baserede klub, IF Brommapojkarna, der er kendt for sit ungdomsakademi, og seks måneder senere sluttede han sig til dem permanent. Tibbling sig opmærksomhed fra nogle af de største klubber i verden. Han var til prøvetræning hos Manchester United, FC Bayern München og AFC Ajax. I sommeren 2010 mødtes og forhandlede Ajax med Brommapojkarna, men Tibbling ønskede at bo i Sverige. Før 2011-sæsonen valgte Tibbling i stedet valgte at flytte til en af de større Stockholm klubber, Djurgårdens IF.

### Djurgårdens IF
Simon Tibbling fik sin senior-debut i Djurgårdens IF, da han blev skiftet ind i en Allsvenskan-kamp mod Kalmar FF i det 91. minut. Han fik derefter sin startdebut i ligaen mod IFK Göteborg den 3. juli 2012. Fire dage efter sin 18-års fødselsdag underskrev Tibbling en førsteholdskontrakt, hvilket var en forlængelse af aftalen med Djurgården med yderligere 4,5 år.

### FC Groningen
Den 28. november 2014, Tibbling blev præsenteret som ny FC Groningen spiller den 1. januar 2015 før han hjalp den Grøn-Hvide Hær med at vinde KNVB Cup i 2014/15 mod de forsvarende mestre PEC Zwolle. Det var deres første store trofæ, og de kvalificerede sig til UEFA Europa League.
Tibbling blev kåret til "Årets spiller" i sæsonen 2015-16 af klubbens fans.

### Brøndby IF
Den 21 juli 2017 underskrev Tibbling en fem-årig aftale med danske Superligahold side i Brøndby.
Et mål, som Tibbling scorede for Brøndby mod Silkeborg i oktober, blev tildelt 'Årets mål 2017" af det danske fodboldforbund i 2017, hvor han slog de andre nominerede, herunder Christian Eriksen og Peter Ankersen.

### FC Emmen
Den 27 juli 2020, skrev Tibbling under med den hollandske Eredivisie klub FC Emmen på en to-årig kontrakt.

### Randers FC
Den 24 maj 2021, skrev Tibbling under med den danske Superliga-klub Randers FC på en fire-årig kontrakt.

## Personligt liv
Tibbling har krediteret sin mor for at bestikke ham med Pokemon-kort, som var grunden til at han beholdt sin motivation til at deltage i fodboldtræningssessioner, da han var barn.